# Đĩa bồi tụ

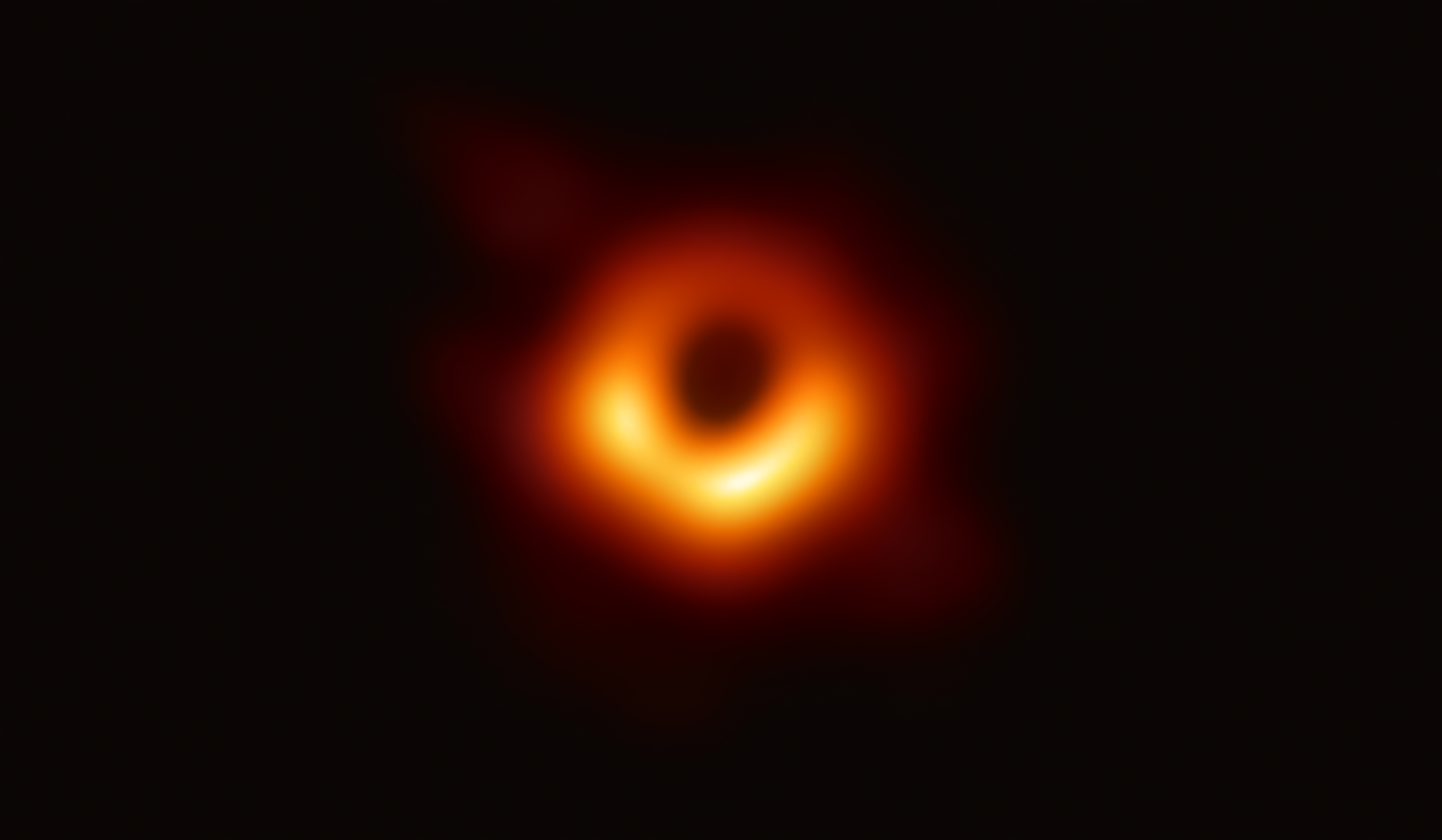
Đĩa bồi tụ bao quanh lỗ đen siêu khối lượng ở trung tâm của thiên hà elip khổng lồ Messier 87 trong chòm sao Xử Nữ. Khối lượng của nó ước tính bằng 6.5 0.70.7 vào năm 2019. Đây là hình ảnh thu được đầu tiên của dự án Kính thiên văn Chân trời sự kiện, công bố ngày 10 tháng 4 năm 2019.

Đĩa bồi tụ (hay còn gọi là đĩa bồi đắp) là một cấu trúc (thường là đĩa vũ trụ tròn), được hình thành bởi vật chất, chuyển động theo quỹ đạo xung quanh một vật trung tâm có khối lượng lớn, bị phân tán thành đĩa. Vật trung tâm thường là một ngôi sao. Ma sát khiến những vật đang xoay bị xoáy về phía vật trung tâm. Lực hấp dẫn và ma sát áp dụng lục nén và tăng nhiệt độ của vật chất, gây ra phát xạ bức xạ điện từ. Tần số của bức xạ đó phụ thuộc vào khối lượng của vật trung tâm. đĩa bồi đắp của các ngôi sao trẻ và tiền ngôi sao tỏa ra tia hồng ngoại, trong khi ở sao neutron và lỗ đen thì lại là phần vùng tia X của quang phổ. Việc nghiên cứu về chế độ dao động trong đĩa bồi đắp được gọi là dao động đĩa học.

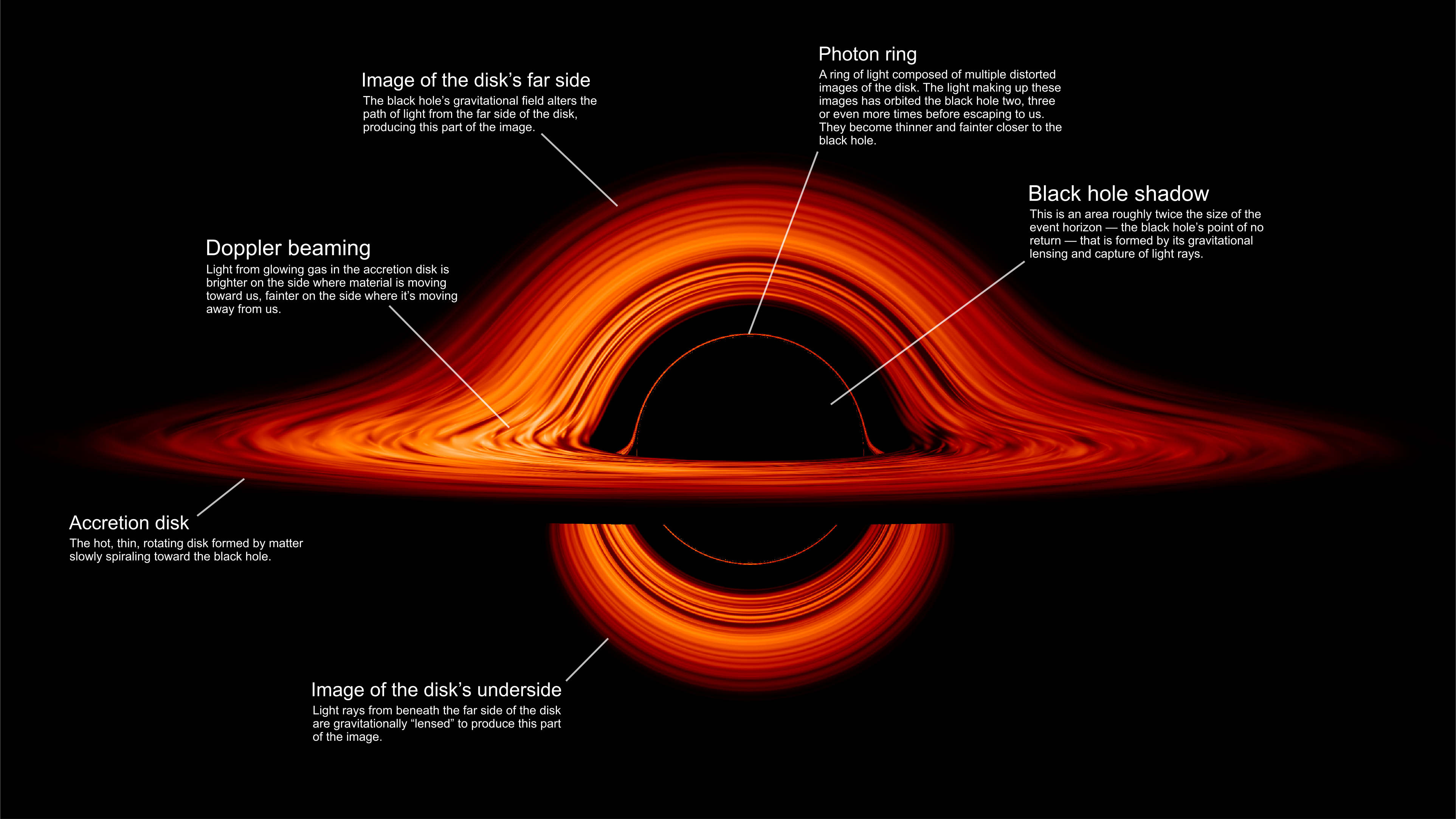
Mô phỏng của NASA về đĩa bồi tụ vật chất quanh lỗ đen cùng các hiệu ứng của trường hấp dẫn mạnh làm bẻ cong tia sáng tạo ra hình ảnh đĩa bị méo.

## Đĩa bài tiết
Ngược lại với đĩa bồi tụ là một đĩa bài tiết mà thay vì vật chất được bồi đắp từ một đĩa vào một vật trung tâm thì nó bị đào thải, phóng ra từ trung tâm ra khỏi đĩa. Đĩa bài tiết được hình thành khi các ngôi sao hợp nhất.